# Oratorio di Santa Maria del Riscatto
Oratorio di Santa Maria del Riscatto, även benämnt Oratorio di Santa Maria del Riscatto degli Acquavitari e Tabaccari, var ett oratorium på Forum Romanum i Rom, helgat åt Jungfru Maria.

## Bakgrund
Under kung Romulus, som regerade från 753 till 717 f.Kr., uppfördes ett tempel i sänkan mellan Capitolium och Palatinen. Denna byggnad nyttjades av senatorer som var rådgivare åt Roms kung. Templet kom dock att eldhärjas och ersattes med en ny byggnad av Tullus Hostilius och fick namnet Curia Hostilia, som i sin tur brann ner år 53 f.Kr. Faustus Cornelius Sulla lät uppföra en ny byggnad, vilken fick namnet Curia Cornelia. År 44 f.Kr. ersatte Julius Caesar denna byggnad med Curia Iulia.

## Oratorium
År 630 e.Kr. lät påve Honorius I bygga om den forna senatsbyggnaden till kyrkan Sant'Adriano in Tribus Foris, helgad åt den helige Hadrianus av Nicomedia. År 1690 grundades Compagnia dei Acquavitari, destillerarnas skrå, och förlänades Sant'Adriano-kyrkan som samlingsplats. År 1711 anslöt sig även Università dei Tabaccari, tobakshandlarnas skrå. För att ha en egen samlingslokal lät dessa skrån till höger om Sant'Adriano uppföra ett oratorium, vilket fick namnet Santa Maria del Riscatto. Tillnamnet ”riscatto” syftar på den lösensumma med vilken Mercedarieorden friköpte kristna som hade tillfångatagits av nordafrikanska muslimer. Oratoriet hade en rektangulär grundplan. Fasaden kröntes av ett triangulärt pediment.
Under 1920- och 1930-talen genomförde den fascistiska regeringen under Mussolini genomgripande rivningar i centrala Rom, bland annat på Forum Romanum. Syftet var att demolera medeltida bebyggelse för att bringa lämningarna från kejsartidens Rom i dagen. I samband med detta revs oratoriet år 1935. Kyrkan Sant'Adriano dekonsekrerades och den forna senatsbyggnaden återställdes till sitt ursprungliga, profana utseende. En del av kyrkans inventarier och konstverk finns numera i kyrkan Santa Maria della Mercede e Sant'Adriano, belägen vid Viale Regina Margherita i nordvästra Rom.